# 市川海老蔵 (8代目)
八代目 市川 海老蔵（いちかわ えびぞう、弘化2年（1845年） - 明治19年（1886年）11月12日）は幕末から明治初期の歌舞伎役者。本名は堀越 壽（ほりこし ひさし）。屋号は成田屋。俳名に壽升（じゅしょう）がある。
弘化2年（1845年）に七代目市川團十郎の七男として大坂に生まれる。初名を市川あかん平、一旦父と共に江戸に戻り安政4年（1857年）に市川寿蔵、文久3年（1863）に四代目市川新之助と改名、明治3年（1870）二代目市川猿蔵と改名。明治3年頃に再び関西に出向いた後、全国を巡業していたが明治14年（1881年）に兄團十郎の求めで八代目市川海老蔵を襲名するために上京、明治15年6月に海老蔵を襲名する。
襲名後は専ら新富座に出演し兄の九代目市川團十郎と同座が多かったが既に役者として大成していた兄と比べられる事が多く余り評価は芳しく無かった。